# Polówka ochrowożółta
Polówka ochrowożółta (Agrocybe pusiola (Fr.) R. Heim) – gatunek grzybów z rodziny pierścieniakowatych (Strophariaceae).

## Systematyka i nazewnictwo
Pozycja w klasyfikacji według Index Fungorum: Agrocybe, Strophariaceae, Agaricales, Agaricomycetidae, Agaricomycetes, Agaricomycotina, Basidiomycota, Fungi.
Po raz pierwszy gatunek ten opisał w 1828 r. Elias Fries pod nazwą Agaricus pusiolus. Obecną, uznaną przez Index Fungorum nazwę nadał mu Roger Heim w 1934 r.
Ma 13 synonimów. Niektóre z nich:
- Agrocybe pusilla (Schaeff.) Watling, in Watling & Gregory 1981
- Petaloides pusillus (Fr.) Torrend 1924[2].

Polską nazwę zaproponował Władysław Wojewoda w 2003 r.

## Występowanie i siedlisko
Znane jest występowanie polówki ochrowożółtej w Europie, Ameryce Północnej, azjatyckich terenach Rosji i na Nowej Gwinei. Najwięcej stanowisk podano w Europie. W Polsce jest rzadka. W. Wojewoda w 2003 r. przytoczył tylko jedno jej stanowisko i proponował umieszczenie jej na czerwonej liście gatunków zagrożonych w kategorii E (gatunki wymierające). Bardziej aktualne stanowiska podaje internetowy atlas grzybów. Umieszczona w nim jest na liście gatunków zagrożonych, wartych objęcia ochroną.
Naziemny grzyb saprotroficzny. Występuje wśród traw na polach, wydmach i piaszczystych terenach.